# Fort McPherson
| Fort McPherson Teet'lit Zheh         |                          |
|                                      |                          |
| Coordenadas: 67°26′07"N, 134°52′55"O |                          |
| Território                           | Territórios do Noroeste  |
|                                      |                          |
| Área                                 |                          |
| - Cidade                             | 53,06 km², 20,49 mi²     |
| Altitude                             | 43 m, 141 ft             |
| Fuso horário                         | UTC -7/-6                |
| População (2006)                     |                          |
| - Cidade                             | 791 .                    |
| - Densidade                          | 14,6 hab/km², 38 hab/mi² |

Fort McPherson (Língua gwich'in, Teet'lit Zheh), é uma vila localizada na Região de Inuvik, nos Territórios do Noroeste, Canadá. Está localizada no lado leste do Rio Peel e a 121 km sul de Inuvik.

## História
A vila foi fundada em 1849, quando John Bell, um explorador da Companhia da Baía Hudson, estabeleceu um entreposto comercial ao longo do Rio Peel, a aproximadamente 7 km a norte (4 milhas) onde se localiza a vila atualmente.
Após várias inundações, o entreposto foi mudado para terras mais altas, e nomeado como Peel River House, sendo depois renomeado para Fort McPherson e Murdoch McPherson, que se tornou posteriormente Chief Factor for the Hudson's Bay Company.

## População
A População da vila é de aproximadamente 800 habitantes, sendo que 80% de seus habitantes são de origem Gwich'in. A economia da população é baseada em negócios locais, como empresas de varejo e serviços públicos bem como outras empresas privadas.